# Молекулярная кухня
Молекулярная кухня — раздел трофологии, связанный с изучением физико-химических процессов, которые происходят при приготовлении пищи.
Термин «молекулярная гастрономия» был введён в употребление в 1988 году физиком Николасом Курти из Оксфордского университета и французским химиком Эрве Тисом. Первому из них приписывают изречение: «Беда нашей цивилизации в том, что мы в состоянии измерить температуру атмосферы Венеры, но не представляем, что творится внутри суфле на нашем столе».
Среди шеф-поваров, которые отстаивают научный подход к приготовлению блюд: Ферран Адриа, Хуан-Мари Арзак, Хестон Блюменталь, Пьер Ганьер, Дмитрий Шуршаков, Анатолий Комм. Некоторые из них предпочитают пользоваться терминами «экспериментальная кухня» и «кулинарная физика».
При приготовлении пищи сторонники «молекулярной кухни» учитывают физико-химические механизмы, ответственные за преобразование ингредиентов во время кулинарной обработки пищи. В частности, один из постулатов состоит в том, что для достижения желаемой степени готовности продукта температура тепловой обработки важнее длительности приготовления.